# Breggia
Breggia es una comuna suiza situada en el distrito de Mendrisio, en el cantón del Tesino. Tiene una población estimada, a fines de 2023, de 1936 habitantes.
La comuna fue creada el 25 de octubre de 2009 mediante la fusión de las antiguas comunas de Bruzella, Cabbio, Caneggio, Morbio Superiore, Muggio y Sagno.
Recibe su nombre del río Breggia.

## Demografía
Breggia ha tenido la siguiente población histórica: